# マウゴジャータ・ビエラク
マウゴジャータ・ビエラク（ラテン語: Malgorzata Bielak、1984年1月3日 - ）はポーランドの女子柔道家。

## 来歴
セルビア・ベオグラード出身。AZSグダニスクに所属しており、学生でもある。
ポーランド選手権で通算3度の金メダルを獲得しており、この階級では敵無しである。